# Cimitarra
Cimitarra est une municipalité située dans le département de Santander en Colombie.